# Московское (сельское поселение Гвардейское)
Московское (устар. нем. Schrombehnen) — посёлок в Багратионовском районе Калининградской области. До 2017 года входил в состав Гвардейского сельского поселения.

## География
Посёлок Московское расположен в 25 км к юго-западу от областного центра, города Калининграда, в 19 км к северу от районного центра, города Багратионовска.

## История
29 января 1945 года населенный пункт Шромбенен был взят воинами 184-й стрелковой дивизии
По итогам Второй мировой войны Шромбенен вошёл в состав СССР, в 1946 году переименован в поселок Московское.

## Население
В 1910 году в Шромбенене проживало 84 человека, в 1933 году население общины составлял 601 житель, в 1939 году — 635 жителей.
| 2002 | 2010 |
| ---- | ---- |
| 44   | ↗60  |